# Johannes Høsflot Klæbo
Johannes Høsflot Klæbo (Oslo, 22 ottobre 1996) è un fondista norvegese, vincitore tra l'altro di cinque medaglie d'oro olimpiche, quindici medaglie d'oro iridate, di cinque Coppe del Mondo generali e di sette Coppe del Mondo di specialità.

## Biografia

### Stagioni 2016-2017
Klæbo, originario di Trondheim, in Coppa del Mondo ha esordito il 3 febbraio 2016 a Drammen (15º), ha ottenuto il primo podio il 26 novembre successivo a Kuusamo (3º), nella sua seconda gara nel circuito, e la prima vittoria il 18 febbraio 2017 a Otepää.
Ai Mondiali di Lahti 2017, suo esordio iridato, ha vinto la medaglia di bronzo nella sprint e si è classificato 15º nella 15 km e 4º nella sprint a squadre; alla fine della stagione 2016-2017 è risultato vincitore della Coppa del Mondo di sprint.

### Stagioni 2018-2021
Ai XXIII Giochi olimpici invernali di Pyeongchang 2018, sua prima presenza olimpica, ha vinto la medaglia d'oro nella sprint, nella sprint a squadre e nella staffetta, classificandosi inoltre 10º nello skiathlon; in quella stessa stagione 2017-2018 ha vinto sia la Coppa del Mondo generale, sia quella di sprint.
L'anno successivo ai Mondiali di Seefeld in Tirol ha vinto la medaglia d'oro nella sprint, nella sprint a squadre e nella staffetta ed è stato 28º nello skiathlon; in quella stessa stagione 2018-2019 ha nuovamente vinto sia la Coppa del Mondo generale, con 100 punti di vantaggio sul secondo classificato Aleksandr Bol'šunov, sia quella di sprint. Nella successiva della stagione 2019-2020 ha conquistato per la quarta volta la Coppa del Mondo di sprint; l'anno dopo ai Mondiali di Oberstdorf 2021 ha nuovamente vinto la medaglia d'oro nella sprint, nella sprint a squadre e nella staffetta, si è classificato 4º nello skiathlon ed è stato squalificato nella 50 km.

### Stagioni 2022-2025
Ai XXIV Giochi olimpici invernali di Pechino 2022 ha vinto la medaglia d'oro nella sprint e nella sprint a squadre, quella di argento nella staffetta, quella di bronzo nella 15 km, si è piazzato 40º nello skiathlon e non ha completato la 50 km; in quella stessa stagione 2021-2022 ha nuovamente vinto la Coppa del Mondo generale. L'anno dopo ai Mondiali di Planica 2023 ha vinto per la terza volta consecutiva le medaglie d'oro nella sprint, nella sprint a squadre e nella staffetta, oltre a quella d'argento nella 50 km e nello skiathlon ed è stato 4º nella 15 km; al termine di quella stagione 2022-2023 ha portato a casa la quarta Coppa del Mondo generale e la quinta di sprint. Anche nella stagione 2023-2024 ha vinto la Coppa del Mondo di sprint.
Ai Mondiali di Trondheim 2025 è riuscito nell'impresa inedita di vincere la medaglia d'oro in tutte e sei le gare in programma (10 km, 50 km, sprint, skiathlon, sprint a squadre e staffetta); in quella stessa stagione 2024-2025 ha nuovamente vinto la Coppa del Mondo generale e quella di sprint.

## Palmarès

### Olimpiadi
- 7 medaglie:
  - 5 ori (sprint, sprint a squadre, staffetta a Pyeongchang 2018; sprint, sprint a squadre a Pechino 2022)
  - 1 argento (staffetta a Pechino 2022)
  - 1 bronzo (15 km a Pechino 2022)

### Mondiali
- 18 medaglie:
  - 15 ori (sprint, sprint a squadre, staffetta a Seefeld in Tirol 2019; sprint, sprint a squadre, staffetta a Oberstdorf 2021; sprint, sprint a squadre, staffetta a Planica 2023; 10 km, 50km, sprint, skiathlon, sprint a squadre, staffetta a Trondheim 2025)
  - 2 argenti (50 km, skiathlon a Planica 2023)
  - 1 bronzo (sprint a Lahti 2017)

### Mondiali juniores
- 5 medaglie:
  - 3 ori (10 km, sprint, staffetta a Râșnov 2016)
  - 2 bronzi (sprint, staffetta ad Almaty 2015)

### Coppa del Mondo
- Vincitore della Coppa del Mondo nel 2018, nel 2019, nel 2022, nel 2023 e nel 2025
- Vincitore della Coppa del Mondo di sprint nel 2017, nel 2018, nel 2019, nel 2020, nel 2023, nel 2024 e nel 2025
- 98 podi (90 individuali, 8 a squadre):
  - 75 vittorie (67 individuali, 8 a squadre)
  - 15 secondi posti (individuali)
  - 8 terzi posti (individuali)

#### Coppa del Mondo - vittorie
| Data                              | Località                                      | Nazione                         | Specialità                                                        |
| --------------------------------- | --------------------------------------------- | ------------------------------- | ----------------------------------------------------------------- |
| 18 febbraio 2017                  | Otepää                                        | Estonia                         | SP TL                                                             |
| 17 marzo 2017 19 marzo 2017       | Québec                                        | Canada                          | Finali                                                            |
| 24 novembre 2017 26 novembre 2017 | Kuusamo                                       | Finlandia                       | Ruka Triple                                                       |
| 2 dicembre 2017                   | Lillehammer                                   | Norvegia                        | SP TC                                                             |
| 3 dicembre 2017                   | Lillehammer                                   | Norvegia                        | 30 km ST                                                          |
| 9 dicembre 2017                   | Davos                                         | Svizzera                        | SP TL                                                             |
| 17 dicembre 2017                  | Dobbiaco                                      | Italia                          | 15 km TC PU                                                       |
| 20 gennaio 2018                   | Planica                                       | Slovenia                        | SP TC                                                             |
| 27 gennaio 2018                   | Seefeld in Tirol                              | Austria                         | SP TL                                                             |
| 7 marzo 2018                      | Drammen                                       | Norvegia                        | SP TC                                                             |
| 15 dicembre 2018                  | Davos                                         | Svizzera                        | SP TL                                                             |
| 29 dicembre 2018 6 gennaio 2019   | Dobbiaco Val Müstair Oberstdorf Val di Fiemme | Italia Svizzera Germania Italia | Tour de Ski                                                       |
| 19 gennaio 2019                   | Otepää                                        | Estonia                         | SP TC                                                             |
| 9 febbraio 2019                   | Lahti                                         | Finlandia                       | SP TL                                                             |
| 10 febbraio 2019                  | Lahti                                         | Finlandia                       | TS TC (con Emil Iversen)                                          |
| 12 marzo 2019                     | Drammen                                       | Norvegia                        | SP TC                                                             |
| 16 marzo 2019                     | Falun                                         | Svezia                          | SP TL                                                             |
| 22 marzo 2019 24 marzo 2019       | Québec                                        | Canada                          | Finali                                                            |
| 29 novembre 2019 1º dicembre 2019 | Kuusamo                                       | Finlandia                       | Ruka Triple                                                       |
| 14 dicembre 2019                  | Davos                                         | Svizzera                        | SP TL                                                             |
| 26 gennaio 2020                   | Oberstdorf                                    | Germania                        | SP TC                                                             |
| 1º marzo 2020                     | Lahti                                         | Finlandia                       | 4x7,5 km (con Pål Golberg, Hans Christer Holund e Sjur Røthe)     |
| 4 marzo 2020                      | Drammen                                       | Norvegia                        | SP TL                                                             |
| 27 novembre 2020 29 novembre 2020 | Kuusamo                                       | Finlandia                       | Ruka Triple                                                       |
| 31 gennaio 2021                   | Falun                                         | Svezia                          | SP TC                                                             |
| 3 dicembre 2021                   | Lillehammer                                   | Norvegia                        | SP TL                                                             |
| 5 dicembre 2021                   | Lillehammer                                   | Norvegia                        | 4x7,5 km (con Erik Valnes, Emil Iversen e Simen Hegstad Krüger)   |
| 11 dicembre 2021                  | Davos                                         | Svizzera                        | SP TL                                                             |
| 28 dicembre 2021 4 gennaio 2022   | Lenzerheide Oberstdorf Val di Fiemme          | Svizzera Germania Italia        | Tour de Ski                                                       |
| 26 febbraio 2022                  | Lahti                                         | Finlandia                       | SP TL                                                             |
| 25 novembre 2022                  | Kuusamo                                       | Finlandia                       | SP TC                                                             |
| 26 novembre 2022                  | Kuusamo                                       | Finlandia                       | 10 km TC                                                          |
| 27 novembre 2022                  | Kuusamo                                       | Finlandia                       | 20 km TL PU                                                       |
| 3 dicembre 2022                   | Lillehammer                                   | Norvegia                        | SP TL                                                             |
| 31 dicembre 2022 8 gennaio 2023   | Val Müstair Oberstdorf Val di Fiemme          | Svizzera Germania Italia        | Tour de Ski                                                       |
| 21 gennaio 2023                   | Livigno                                       | Italia                          | SP TL                                                             |
| 29 gennaio 2023                   | Les Rousses                                   | Francia                         | 20 km TC MS                                                       |
| 3 febbraio 2023                   | Dobbiaco                                      | Italia                          | SP TL                                                             |
| 14 marzo 2023                     | Drammen                                       | Norvegia                        | SP TC                                                             |
| 17 marzo 2023                     | Falun                                         | Svezia                          | 10 km TC                                                          |
| 18 marzo 2023                     | Falun                                         | Svezia                          | SP TL                                                             |
| 21 marzo 2023                     | Tallinn                                       | Estonia                         | SP TL                                                             |
| 24 marzo 2023                     | Lahti                                         | Finlandia                       | TS TL (con Erik Valnes)                                           |
| 25 marzo 2023                     | Lahti                                         | Finlandia                       | SP TC                                                             |
| 25 marzo 2023                     | Lahti                                         | Finlandia                       | 20 km TC MS                                                       |
| 9 dicembre 2023                   | Östersund                                     | Svezia                          | SP TC                                                             |
| 15 dicembre 2023                  | Trondheim                                     | Norvegia                        | SP TL                                                             |
| 16 dicembre 2023                  | Trondheim                                     | Norvegia                        | 20 km ST                                                          |
| 17 dicembre 2023                  | Trondheim                                     | Norvegia                        | 10 km TC                                                          |
| 21 gennaio 2024                   | Oberhof                                       | Germania                        | 4x7,5 km (con Martin Løwstrøm Nyenget, Erik Valnes e Pål Golberg) |
| 27 gennaio 2024                   | Goms                                          | Svizzera                        | SP TL                                                             |
| 28 gennaio 2024                   | Goms                                          | Svizzera                        | 20 km TL MS                                                       |
| 10 febbraio 2024                  | Canmore                                       | Canada                          | SP TL                                                             |
| 13 febbraio 2024                  | Canmore                                       | Canada                          | SP TC                                                             |
| 17 febbraio 2024                  | Minneapolis                                   | Stati Uniti                     | SP TL                                                             |
| 1º marzo 2024                     | Lahti                                         | Finlandia                       | TS TC (con Pål Golberg)                                           |
| 2 marzo 2024                      | Lahti                                         | Finlandia                       | 20 km TC                                                          |
| 3 marzo 2024                      | Lahti                                         | Finlandia                       | SP TL                                                             |
| 10 marzo 2024                     | Oslo                                          | Norvegia                        | 50 km TC MS                                                       |
| 12 marzo 2024                     | Drammen                                       | Norvegia                        | SP TC                                                             |
| 15 marzo 2024                     | Falun                                         | Svezia                          | SP TC                                                             |
| 16 marzo 2024                     | Falun                                         | Svezia                          | 10 km TC                                                          |
| 17 marzo 2024                     | Falun                                         | Svezia                          | 20 km TL MS                                                       |
| 30 novembre 2024                  | Kuusamo                                       | Finlandia                       | SP TC                                                             |
| 7 dicembre 2024                   | Lillehammer                                   | Norvegia                        | SP TL                                                             |
| 13 dicembre 2024                  | Davos                                         | Svizzera                        | TS TL (con Pål Golberg)                                           |
| 14 dicembre 2024                  | Davos                                         | Svizzera                        | SP TL                                                             |
| 28 dicembre 2024 5 gennaio 2025   | Dobbiaco Val di Fiemme                        | Italia                          | Tour de Ski                                                       |
| 25 gennaio 2025                   | Engadina                                      | Svizzera                        | SP TL                                                             |
| 26 gennaio 2025                   | Engadina                                      | Svizzera                        | 20 km TL MS                                                       |
| 14 febbraio 2025                  | Falun                                         | Svezia                          | SP TC                                                             |
| 19 marzo 2025                     | Tallinn                                       | Estonia                         | SP TL                                                             |
| 21 marzo 2025                     | Lahti                                         | Finlandia                       | SP TL                                                             |
| 22 marzo 2025                     | Lahti                                         | Finlandia                       | TS TL (con Even Northug)                                          |
| 23 marzo 2025                     | Lahti                                         | Finlandia                       | 50 km TC MS                                                       |

Legenda:

TC = tecnica classica

TL = tecnica libera

SP = sprint

TS = sprint a squadre

MS = partenza in linea

ST = skiathlon

PU = inseguimento

#### Coppa del Mondo - competizioni intermedie
- Vincitore delle Finali nel 2017 e nel 2019; vincitore del Ruka Triple nel 2018, nel 2020 e nel 2021; vincitore del Tour de Ski nel 2019, nel 2022, nel 2023 e nel 2025
- 36 podi di tappa:
  - 31 vittorie
  - 4 secondi posti
  - 1 terzo posto

##### Coppa del Mondo - vittorie di tappa
| Data             | Località      | Nazione   | Competizione | Specialità  |
| ---------------- | ------------- | --------- | ------------ | ----------- |
| 18 marzo 2017    | Québec        | Canada    | Finali       | 15 km TC MS |
| 24 novembre 2017 | Kuusamo       | Finlandia | Ruka Triple  | SP TC       |
| 25 novembre 2017 | Kuusamo       | Finlandia | Ruka Triple  | 15 km TC    |
| 16 marzo 2018    | Falun         | Svezia    | Finali       | SP TL       |
| 29 dicembre 2018 | Dobbiaco      | Italia    | Tour de Ski  | SP TL       |
| 1º gennaio 2019  | Val Müstair   | Svizzera  | Tour de Ski  | SP TL       |
| 3 gennaio 2019   | Oberstdorf    | Germania  | Tour de Ski  | 15 km TL PU |
| 5 gennaio 2019   | Val di Fiemme | Italia    | Tour de Ski  | 15 km TC MS |
| 22 marzo 2019    | Québec        | Canada    | Finali       | SP TL       |
| 23 marzo 2019    | Québec        | Canada    | Finali       | 15 km TC MS |
| 29 novembre 2019 | Kuusamo       | Finlandia | Ruka Triple  | SP TC       |
| 29 dicembre 2019 | Lenzerheide   | Svizzera  | Tour de Ski  | SP TL       |
| 3 gennaio 2020   | Val di Fiemme | Italia    | Tour de Ski  | 15 km TC MS |
| 4 gennaio 2020   | Val di Fiemme | Italia    | Tour de Ski  | SP TC       |
| 18 febbraio 2020 | Åre           | Svezia    | Ski Tour     | SP TL       |
| 22 febbraio 2020 | Trondheim     | Norvegia  | Ski Tour     | SP TC       |
| 28 novembre 2020 | Kuusamo       | Finlandia | Ruka Triple  | 15 km TC    |
| 28 dicembre 2021 | Lenzerheide   | Svizzera  | Tour de Ski  | SP TL       |
| 31 dicembre 2021 | Oberstdorf    | Germania  | Tour de Ski  | 15 km TL MS |
| 1º gennaio 2022  | Oberstdorf    | Germania  | Tour de Ski  | SP TC       |
| 3 gennaio 2022   | Val di Fiemme | Italia    | Tour de Ski  | 15 km TC MS |
| 31 dicembre 2022 | Val Müstair   | Svizzera  | Tour de Ski  | SP TL       |
| 1º gennaio 2023  | Val Müstair   | Svizzera  | Tour de Ski  | 10 km TC PU |
| 3 gennaio 2023   | Oberstdorf    | Germania  | Tour de Ski  | 10 km TC    |
| 4 gennaio 2023   | Oberstdorf    | Germania  | Tour de Ski  | 20 km TL PU |
| 6 gennaio 2023   | Val di Fiemme | Italia    | Tour de Ski  | SP TC       |
| 7 gennaio 2023   | Val di Fiemme | Italia    | Tour de Ski  | 15 km TC MS |
| 28 dicembre 2024 | Dobbiaco      | Italia    | Tour de Ski  | SP TL       |
| 29 dicembre 2024 | Dobbiaco      | Italia    | Tour de Ski  | 15 km TC MS |
| 3 gennaio 2025   | Val di Fiemme | Italia    | Tour de Ski  | SP TC       |
| 4 gennaio 2025   | Val di Fiemme | Italia    | Tour de Ski  | 20 km ST    |

Legenda:

TC = tecnica classica

TL = tecnica libera

SP = sprint

MS = partenza in linea

ST = skiathlon

PU = inseguimento